# Marosa di Giorgio
Marosa di Giorgio (16 janvier 1932 à Salto, Uruguay - 17 août 2004, Montevideo) est une poète uruguayenne. Elle a aussi cultivé le roman dans ses 3 avant-derniers livres. 

## Biographie
Ses ancêtres venaient d'Italie et du Pays basque, et elle est considérée l'un des écrivains les plus particuliers en Amérique latine. Dans ses livres, qui sont toujours une exaltation à la nature, la mythologie est une constante. 

## Œuvres
- Poemas (1954)
- Humo (1955)
- Druida (1959)
- Historial de las violetas (1965)
- Magnolia (1968)
- La guerra de los huertos (1971)
- Está en llamas el jardín natal (1975)
- Papeles Salvajes (récopilation)
- Clavel y tenebrario (1979)
- La liebre de marzo (1981)
- Mesa de esmeralda (1985)
- La falena (1989)
- Membrillo de Lusana (1989)
- Misales (1993)
- Camino de las pedrerías (1997)
- Reina Amelia (1999)
- Diamelas de Clementina Médici (2000)